# 1966 год в литературе

## События
- Суд над писателями А. Синявским и Ю. Даниэлем в СССР.
- В Великобритании учреждена «Женская премия за художественную литературу».

## Премии

### Международные
- Нобелевская премия по литературе:
  - Шмуэль Йосеф Агнон,  «За глубоко оригинальное искусство повествования, навеянное еврейскими народными мотивами».
  - Нелли Закс, «За выдающиеся лирические и драматические произведения, исследующие судьбу еврейского народа».

### СССР
- Ленинская премия в области литературы — не вручалась.
- Премия имени М. Горького:
  - Михаил Алексеев, за роман «Вишнёвый омут»;
  - Кайсын Кулиев, за книгу стихов «Раненый камень»;
  - Леонид Мартынов, за книгу стихов «Первородство».

### США
- Пулитцеровская премия за художественную книгу — Кэтрин Энн Портер, «Сборник рассказов Кэтрин Энн Портер» (англ. The Collected Stories of Katherine Anne Porter).
- Пулитцеровская премия за лучшую драму — не вручалась.
- Пулитцеровская премия за поэзию — Ричард Эберхарт, избранные стихотворения.

### Франция
- Гонкуровская премия — Эдмонда Шарль-Ру, «Забыть Палермо» (фр. Oublier Palerme).
- Премия Ренодо — Жозе Кабанис, «Битва при Тулузе» (фр.  La Bataille de Toulouse).
- Премия Фемина — Ирен Монези, «Натюрморт перед окном» (фр. Nature morte devant la fenêtre).
- Премия Медичи — Мари-Клер Бле,«Один сезон из жизни Эмманюэля» (фр. Une saison dans la vie d’Emmanuel).

## Книги

### Романы
- «Волхв» (англ. The Magus) — роман Джона Фаулза.
- «Врата мироздания» (англ. The Gate of Creation) — роман Филипа Хосе Фармера.
- «Голубой мир» (англ. The Blue World) — роман Джека Вэнса.
- «Когда пробьёт восемь склянок» (англ. When Eight Bells Toll) — роман Алистера Маклина.
- «Пароль не нужен» — роман Юлиана Семёнова.
- «Подозреваются все» (пол. Wszyscy jesteśmy podejrzani) — роман Иоанны Хмелевской.
- «Пожиратели звёзд» (фр. Les Mangeurs d'étoiles) — роман Ромена Гари.
- «Раковый корпус» — роман А. И. Солженицына.
- «Третья девушка» (англ. Third Girl) — роман Агаты Кристи.
- «Мастер и Маргарита» — роман Михаила Булгакова (первая публикация, написан в 1928-40 гг).
- «Хладнокровное убийство» (англ. In Cold Blood: A True Account of a Multiple Murder and Its Consequences) — роман Трумана Капоте.
- «Цветы для Элджернона» — роман Дэниела Киза.

### Повести
- «Второе нашествие марсиан» — повесть братьев Стругацких.
- «Обмен разумов» (англ. Mindswap) — повесть Роберта Шекли.
- «Привычное дело» — повесть Василия Белова.
- «Прощай, Гульсары!» — повесть Чингиза Айтматова.
- «Улитка на склоне» — повесть братьев Стругацких.

### Малая проза
- «Солнечный зной» (англ. The Heat of the Sun) — сборник рассказов Шона О’Фаолейна.

### Пьесы
- «Розенкранц и Гильденстерн мертвы» (англ. Rosencrantz and Guildenstern are Dead) — пьеса Тома Стоппарда.

### Поэзия
- «Ахиллесово сердце» — сборник стихов Андрея Вознесенского.
- «Деревянные мосты» (лит. Mediniai tiltai) — сборник стихов Юстинаса Марцинкявичюса.

## Родились
- 15 апреля — Крессида Коуэлл, британская детская писательница, автор серии книг Как приручить дракона.
- 16 июня — Юлия Латынина, российский журналист и писатель.
- 21 июля — Сара Уотерс, британская писательница.

## Умерли
- 5 марта — Ахматова, Анна Андреевна, русская поэтесса (род. в 1889).
- 6 марта –  Энрике Лопес Альбухар, перуанский прозаик и поэт (род. в 1872).
- 10 апреля — Во, Ивлин Артур (Evelyn Waugh), английский писатель (род. в 1903).
- 13 апреля — Жорж Дюамель, французский прозаик, поэт, драматург, лауреат Гонкуровской премии (род. в 1884).
- 7 мая — Лец, Станислав Ежи (Stanisław Jerzy Lec), польский сатирик, поэт, афорист (род. в 1909).
- 12 мая — Людвик Морстин, польский поэт, прозаик, драматург (род. в 1886).
- 26 мая — Василенко, Иван Дмитриевич, русский детский писатель (род. в 1895).
- 7 июня — Ханс Арп, немецкий и французский поэт, художник (род. в 1886).
- 14 июня — Шандор Гергей, венгерский писатель (род. в 1896).
- 24 августа — Лао Шэ, китайский прозаик, драматург, публицист (родился в 1899).
- 9 сентября — Мухиддин Амин-заде, таджикский советский поэт, прозаик, драматург, переводчик, заслуженный деятель искусств Таджикской ССР (род. в 1904).
- 28 сентября — Андре Бретон, французский писатель и поэт, основоположник сюрреализма (род. в 1896).
- 24 ноября — Рамон Амайа Амадор, гондурасский писатель (род. в 1916).
- 26 ноября — Зигфрид Кракауэр, немецкий социолог массовой культуры, писатель, публицист (род. в 1889).
- 20 декабря — Али Аслани, албанский поэт (род. в 1882).
- Джим Фелан, ирландский писатель (род. 1895).